# UN Käerjéng 97
Maillots
Actualités
L'UN Käerjeng 97 (forme raccourcie de Uewer Nidder Käerjeng 1997) est un club de football luxembourgeois, fondé en 1997 et basé à Käerjeng. Il évolue en BGL Ligue, la première division luxembourgeoise de football.
Fondé le 1er août 1997 par la fusion du FC Jeunesse Hautcharage et l'US Bascharage, l'UN Käerjeng 97 remporte dès la première saison de son histoire le titre de champion de 1.Division, la troisième division luxembourgeoise de football. Sept ans plus tard, le club obtient sa montée en BGL Ligue en remportant son premier titre de champion de Promotion d'Honneur.
Finaliste de la Coupe du Luxembourg en 2007 face au F91 Dudelange, alors champion en titre de BGL Ligue, le club obtient une place en Coupe UEFA, lui permettant de disputer ses premiers matchs européens. Affrontant le Lillestrøm SK, l'UN Käerjeng parvient à se qualifier pour le 2e tour de la compétition par la règle du but à l'extérieur, mais s'incline par la suite face au Standard de Liège.
Une nouvelle fois finaliste de la coupe deux ans plus tard, le club se qualifie en Ligue Europa pour la saison suivante mais s'incline rapidement dès le 1er tour face à l'Anórthosis Famagouste.
Après une 3e place historique en championnat à l'issue de la saison 2010-2011, Käerjeng dispute une nouvelle fois la Ligue Europa mais se heurte face aux Suédois du BK Häcken.
Le club descend en deuxième division à l'issue de la saison 2014-2015 après dix ans au sein de l'élite du football luxembourgeois. La saison suivante, Käerjeng obtient son deuxième titre de champion de Promotion d'Honneur.

## Historique

### Fondation et accession à la BGL Ligue (1997 - 2005)
L'Uewer Nidder Käerjeng 1997 voit le jour le 1er août 1997 grâce à la fusion entre le FC Jeunesse Hautcharage et l'US Bascharage.
Le club entame son parcours en 1.Division, le troisième niveau du football luxembourgeois, et réussit dès sa saison inaugurale à monter en Promotion d'Honneur en décrochant le titre de champion.
Durant ses premières années en deuxième division, l'équipe se maintient généralement dans le milieu du classement, avant de progressivement gagner en puissance pour finalement remporter le championnat de Promotion d'Honneur à la fin de la saison 2004-2005, marquant ainsi son accession historique en BGL Ligue.

### Découverte du haut niveau (2005 - 2013)
Dès sa première saison dans l’élite du football luxembourgeois, Käerjeng se distingue en terminant à une honorable 6e place, à seulement quatre points d’une qualification européenne.
La saison suivante, l’UN Käerjeng 97 atteint pour la première fois de son histoire la finale de la Coupe du Luxembourg, mais s’incline face au F91 Dudelange sur le score de deux buts à un au Stade Josy-Barthel. Malgré cette défaite, le club décroche une place en Coupe UEFA la saison suivante grâce au sacre du F91 Dudelange en BGL Ligue.
Sur la scène européenne, le club entame son parcours au 1er tour de la compétition face aux Norvégiens du Lillestrøm SK. Battus deux buts à un lors du match aller en Norvège, les Luxembourgeois renversent la situation au retour, dans une ambiance électrique au Stade Josy-Barthel. Un but de Rachid Boulahfari scelle une victoire un but à zéro, permettant à Käerjeng de se qualifier pour le 2e tour grâce à la règle du but à l’extérieur. L’aventure prend fin face au Standard de Liège, qui s’impose sur un score cumulé de quatre buts à zéro,.

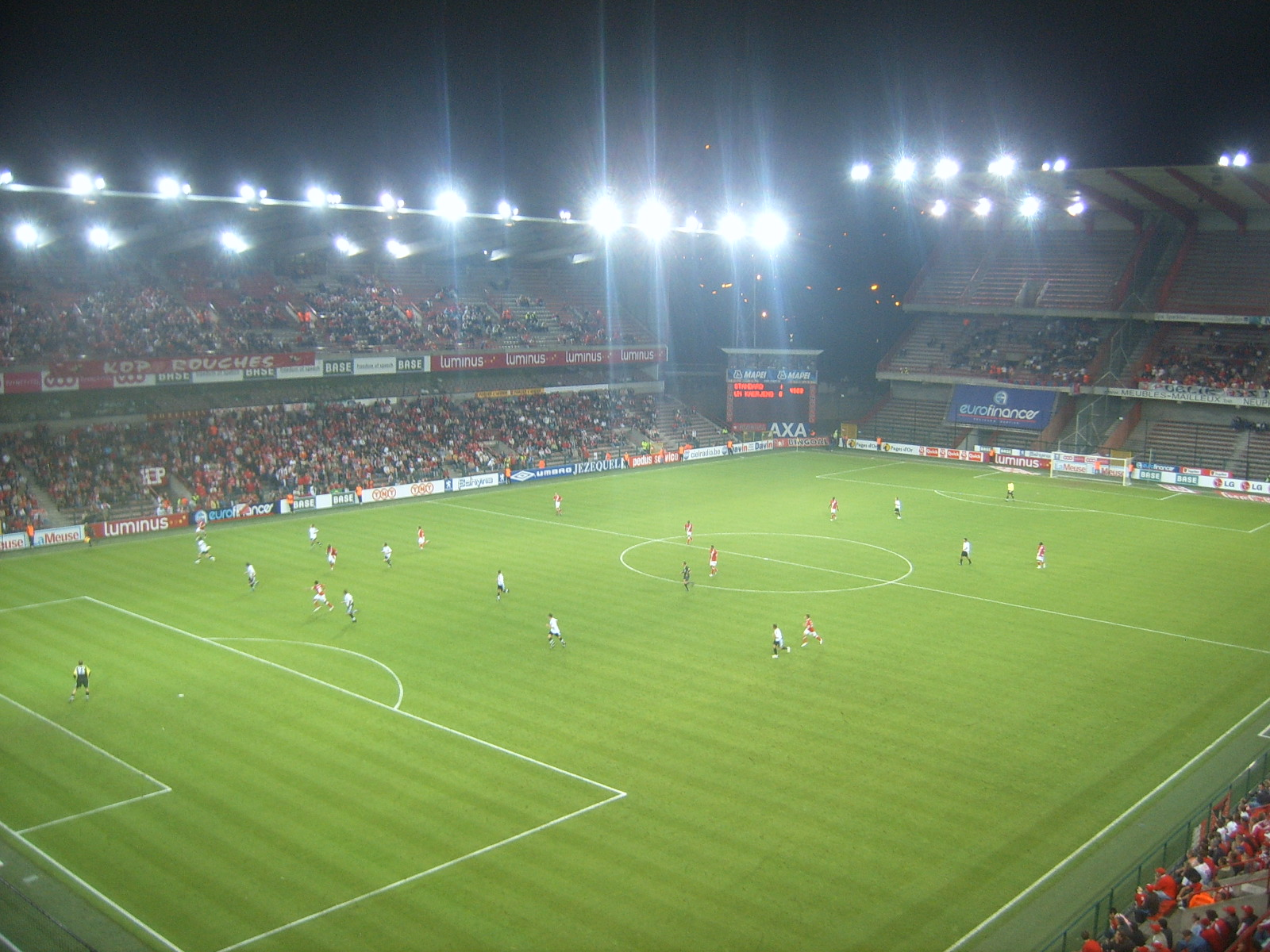
L'UN Käerjeng 97 face au Standard de Liège au Stade de Sclessin

Finaliste malheureux de la Coupe du Luxembourg en 2009 face au F91 Dudelange (défaite cinq buts à zéro), l’UN Käerjeng 97 décroche néanmoins une place en Ligue Europa grâce au sacre de son adversaire en championnat. Cette nouvelle campagne européenne tourne court, le club étant éliminé dès le 1er tour par l’Anórthosis Famagouste sur un score cumulé de sept buts à un,.
Lors de la saison 2010-2011, Käerjeng réalise sa meilleure performance en BGL Ligue en terminant 3e derrière le F91 Dudelange et le CS Fola Esch, offrant ainsi au club une nouvelle qualification en Ligue Europa.
Opposés aux Suédois du BK Häcken, les Luxembourgeois subissent une lourde défaite cinq buts à un à l’aller. Malgré une prestation plus solide au retour, ils ne parviennent pas à inverser la tendance et quittent la compétition après un match nul de un partout,,,.

### Baisse de régime (2013 - 2015)
Après cette période faste, Käerjeng s’établit progressivement en milieu de tableau en BGL Ligue avant d’être relégué en Promotion d’Honneur à l’issue de la saison 2014-2015 lors d'un barrage face au FC UNA Strassen, mettant ainsi fin à dix années passées dans l’élite du football luxembourgeois,.

### L'ascenseur (depuis 2015)
En 2016, Käerjeng décroche son deuxième titre de champion de deuxième division et retrouve immédiatement la BGL Ligue.
Cependant, son retour parmi l’élite est de courte durée, le club étant relégué dès la fin de la saison suivante après un exercice difficile.
Pendant quatre saisons, dont deux interrompues prématurément en raison de la pandémie de Covid-19, Käerjeng peine à retrouver la BGL Ligue. Finalement, en 2021-2022, l’UN Käerjéng 97 termine vice-champion de Promotion d’Honneur derrière le FC Mondercange et obtient son accession en première division,.
Après un maintien laborieux en 2022-2023, le club est une nouvelle fois relégué à l’issue de la saison suivante après un barrage de promotion perdu face à l'US Hostert sur le score de trois buts à un,,,.
À l'issue de la saison 2024-2025, l'UN Käerjéng 97 termine vice-champion de Promotion d'Honneur derrière le FC Mamer 32 et obtient sa montée direct en BGL Ligue lors de la dernière journée du championnat.

## Bilan sportif

### Palmarès
Le tableau suivant récapitule les performances de l'UN Käerjeng 97 dans les différentes compétitions officielles luxembourgeoises et internationales.
| Compétitions nationales | Compétitions internationales                                  |
| --- | ------------------------------------------------------------- |
| - BGL Ligue - Meilleure performance : 3e en 2011 - Coupe du Luxembourg - Finaliste : 2007 et 2009 - Promotion d'Honneur (2) - Champion : 2005 et 2016 - Vice-champion : 2022 et 2025 - 1.Division - Champion : 1998 | - Ligue Europa (C3) - Meilleure performance : 2e tour en 2008 |

### Bilan européen
Note : dans les résultats ci-dessous, le score du club est toujours donné en premier.
| Saison    | Compétition  | Tour            | Club                  | Domicile | Extérieur | Total  |
| --------- | ------------ | --------------- | --------------------- | -------- | --------- | ------ |
| 2007-2008 | Coupe UEFA   | Premier tour Q  | Lillestrøm SK         | 1 - 0    | 1 - 2     | 2E - 2 |
| 2007-2008 | Coupe UEFA   | Deuxième tour Q | Standard de Liège     | 0 - 3    | 0 - 1     | 0 - 4  |
| 2009-2010 | Ligue Europa | Premier tour Q  | Anorthosis Famagouste | 1 - 2    | 0 - 5     | 1 - 7  |
| 2011-2012 | Ligue Europa | Premier tour Q  | BK Häcken             | 1 - 1    | 1 - 5     | 2 - 6  |

Légende
- Victoire ou qualification pour le tour suivant
- Match nul
- Défaite ou élimination de la compétition